# Мери Шервашидзе
Мери Шервашидзе, принцеса Еристави (на грузински: მერი ერისთავი-შერვაშიძე) с пълно име Мери Прокофис асули Еристави-Шервашидзе е известна грузинска аристократка, модна икона и една от първите модели на Коко Шанел. Еристави има стабилни позиции в грузинското висше общество и руския имперски двор. Понякога се смята, че тя е била безнадеждното увлечение на един от водещите грузински поети по това време Галактион Табидзе.

## Биография

### Семейство и ранен живот
Мери е родена в Батуми, Руска империя, днес в Грузия през 1888 г. в семейството на грузинския генерал-майор Прокоф Шервашидзе. Известна е в Грузия с красотата си и нежния си тен и дори получава комплименти от император Николай II, когато той я среща през 1912 по време на посещението си в Тифлис.
След като баща ѝ става член на Държавната дума семейството ѝ се премества в Санкт Петербург, където Мери става придворна дама на императрица Александра Фьодоровна. След смъртта на баща си Мери се премества в родната си Грузия и изкарва остатъка от младежките си години в западната част на страната с майка си и двете си сестри-близначки Елен и Тамар.

### Брак и болшевишка инвазия в Грузия
След създаването на първата грузинска република след руската революция годеникът на Мери, принц Георги Еристави – известен грузински аристократ, праправнук на крал Ираклий II и бивш адютант на Николай II – се завръща в Грузия с намерението да се ожени за нея. Скоро след неговото завръщане се женят в Кутаиси, от съображения за сигурност се установяват в провинцията, която по това време е стабилна крепост на меншевиките под немска протекция.
Мирът в Грузия не трае дълго и двойката е принудена да напусне страната през март 1921 г. по време на инвазията на червената армия. За да избегне неминуем арест, депортация или смърт Мери заедно с други известни грузински аристократи и правителствени служители напуска страната с кораб от град Батуми. В Истанбул се среща отново със съпруга си, който я чака там и двамата продължават заедно пътуването си до Франция.

### Франция и последни години
След като пристигат в Париж Мери и Георги се установяват в Rue de la Tour в 16 арондисман на Париж, квартал известен с френското висше общество. Семейството на Мери изпитва финансови проблеми да живее в толкова скъп квартал след като губи част от богатството си при напускането на Грузия. По тази причина майка ѝ и сестрите ѝ Елен и Тамар отначало живеят с Мери и съпруга ѝ. Ситуацията се променя, когато семейството успява да открие собствено ателие за дрехи и състоянието им по-нататък се подобрява след като Мери става модел на все по-популярната по това време френска дизайнерка Коко Шанел.
Скоро след този успех семейството на Мери се изнася. Малко след това съпруга ѝ Георги умира. Мери прекарва последните години от живота си, живеейки сама и влизаща рядко в контакт с други грузинци-емигранти. Единственото изключение е посещенията на местната грузинска църква. В последните години на живота си тя е принудена да се премести в дом за възрастни хора, където, благодарение на подобреното ѝ финансово състояние тя си наема лична прислужница. Въпреки преместване продължава да посещава приятелите си в 16 арондисман, за да играе карти. Според нейната приятелка Бабо Дадиани стаята на Мери е пълна с цветя от известни и неизвестни почитатели.
Поради политиката на СССР на затворени врати за емигрантите Мери подобно на другите грузински емигранти не може да се завърне в страната и умира във Франция на 97 години. Погребана е заедно със съпруга си в руското гробище Сен Женевиев дьо Боа. Мери е рисувана от Савели Сорин. Съпругът ѝ е рисуван от Тамара де Лемпицка, известна полска художничка.

## Мери и Галактион
Понякога се смята, че известният грузински поет Галактион Табидзе е бил влюбен в Мери. Слуховете за предполагаемите чувства на Табидзе към принцесата се разпространяват из Грузия след публикуването на поемата му „Мери“, в която поета горчиво описва сватбената церемония на някаква Мери без да уточнява, че има предвид принцеса Еристави. Самата принцеса Мери отхвърля слуховете, подчертавайки, че поемата е публикувана за първи път през 1915 г. в грузинското списание Театър и живот, докато сватбата ѝ с принц Георги Еристави се провежда през 1918 г.